# Wszechzwiązkowy Szlak Turystyczny nr 77
Szlak 77 (ros. Всесоюзный туристский маршрут № 77, 77 маршрут) – turystyczny szlak górski 3 stopnia trudności (w wydawanych po ukończeniu szlaku relacjach było napisane drugiej kategorii. W 1972 – IV kategorii, wodno-górski). W prospektach reklamowych nazywał się „Górnoałtajski”, nr 77 (102-99-04) i był najtrudniejszym wytyczonym szlakiem w ZSRR, a także w tych czasach kultowym szlakiem pieszym Ałtaju.

## Opis i przebieg szlaku
Istniał przez 33 lata (1956-1989; w 1992 szlak przeszły 3 zorganizowane grupy). Szlak 77 zaczynał się i kończył w Bijsku. Co dwa dni na szlak wychodziła grupa 10 – 20 osób z doświadczonym instruktorem. GAZ-em 66 albo „Uralem” grupa dostawała się do turbazy (turystycznej bazy, schroniska) Katuń (był tam lekarz terapeuta, otrzymywano sprzęt i żywność), a dalej do Ediganu. Piesza część szlaku wiodła z Ediganu do przylądka Kyrsaj na Jeziorze  Teleckim (190-210 km). Potem grupa trzy dni płynęła morskimi łodziami wiosłowymi do turbazy „Zołotoje Oziero” (Золотое озеро – Złote Jezioro). Na szlak 77a (w przeciwnym kierunku) grupy wypływały łodziami z „Zołotego Oziera” i kończyły w Ediganie. Długość trasy wynosiła 24 (22 dni), a samego szlaku 18 dni (10 dni część piesza z dniem odpoczynku nad Ujmieniem i 3 dni spływ, reszta w turbazach i przejazdy). Od czasów pieriestrojki szlak jest zamknięty.

### Piesza część szlaku
W Ediganie zaczynała się piesza część szlaku. Za wioską był pierwszy nocleg na szlaku. Rankiem turyści wyruszali w marsz do Jeziora Teleckiego. Pierwszego dnia turyści przechodzili 17 km i zatrzymywali się na nocleg. Następnego dnia pokonywali przełęcz Taman-Jeł, skąd odkrywa się wspaniała panorama grzbietów górskich i dolin licznych rzek, znikających w przełomach i bezkresnej tajdzie. Z przełęczy ścieżka wiedzie do doliny rzeki Totuzkol, do jej górnej części i wspina się na przełęcz Sajgonosz. Zejście z przełęczy jest dość ostre. Pokonawszy w bród rzekę Mała Sumulta, turyści szli spać (na nocleg zatrzymywali się na polanie przez pierwszą przyprawą). Przez dzień grupa przechodziła 26 km. Trzeciego dnia należało pokonać 3 przełęcze i przejść jeszcze 26 km (Uzupełnienie żywności było w izbie-schronie po pięciu noclegach, w 1972 izba spłonęła). Z miejsca noclegu szlak wznosił się ku górnemu biegowi rzeki Aksaazkan i prowadził na Przełęcz Ujmieńską, skąd widać jezioro Ujmień w otoczeniu skał. Zejście do jeziora jest strome. W jeziorze występuje lipień. W okolicach jeziora, na dzikich, trudno dostępnych skałach, żyją koziorożce syberyjskie. Obszedłszy jezioro, turyści dochodzili do chaty, gdzie mieli dzień przerwy i uzupełniali zapasy żywności. Dalej, minąwszy przełęcz Karasaazkan, ścieżka schodzi do rzeki. W tym miejscu można zatrzymać się na nocleg. W ciągu dnia turyści przechodzili około 15 km. Kolejna przełęcz przez Pasmo Sumultińskie nosi nazwę Sztatiw (Штатив – statyw). To najwyższa przełęcz, ale pokonuje się ją łatwo. Na zboczach pasma leżą wieczne śniegi. Ścieżka szybko prowadzi do granicy lasu i stopniowo wchodzi w tajgę. Za przełęczą Samurłu turyści rozbijali się na nocleg, po przejściu 25 km drogi. Następnego dnia turyści pokonywali jeszcze 16 km. Ich droga wiodła po typowej tundrze. Spotyka się brzozę karłowatą, małe jeziorka. Odpocząwszy, turyści wchodzili na przełęcz Czakryn granią pasma Ałtyntu. Przechodzili w bród rzekę, pokonywali kolejną przełęcz i na lewym brzegu rzeki Aczełman szli spać. Pokonano 23 km. Stąd ścieżka ostro schodzi do doliny rzeki Czułyszman, turyści dochodzili do ujścia rzeki, gdzie znajdował się schron „Czułyszman”.

### Wodna część szlaku
Tutaj uzupełniali zapasy żywności i wyruszali na trzydniowy spływ łódkami po Jeziorze Teleckim. Jezioro Teleckie położone jest na wysokości 436 m n.p.m. Maksymalna głębokość jeziora wynosi 325 m. Woda w jeziorze jest zaskakująco przezroczysta, ale chłodna. Latem temperatura wody na powierzchni wynosi od +14 °C do +16 °C. Do jeziora wpada ponad 50 rzek, największa z których to Czułyszman. Wiele rzek tworzy widowiskowe wodospady. W jeziorze występują tieleckij sig, lipień arktyczny, lenok, tajmień. Wzdłuż wschodniego brzegu Jeziora Teleckiego do granicy z Tuwą rozciąga się Ałtajski Rezerwat Biosfery. Tutaj występują: niedźwiedź brunatny, pantera śnieżna, łoś, jeleń szlachetny, piżmowiec syberyjski, koziorożec syberyjski, sarny, soból, borsuk, łasica syberyjska.
Podróżując po jeziorze, turyści oglądali wodospad Korbu, rejon sadownictwa na Jeziorze Teleckim (wieś Jajliu), zatrzymywali się na nocleg w ujściu rzeki Bolszaja Czili i w zatoce Idyp.
Na północno-zachodnim brzegu jeziora, 2 km od źródeł Bii, wypływającej w Jeziora Teleckiego, znajduje się turbaza „Zołotoje Oziero” (wieś Artybasz). Obok jest położona filia dziecięca „Miedwieżonok” (Медвежонок – niedźwiadek).
Po odpoczynku w turbazie turyści jechali autobusem do wsi Oziero Kuriejewo. Droga wiodła wzdłuż prawego brzegu Bii. Z okien autobusu widać progi rzeczne. Blisko Turoczaku znajduje się klif, w środku którego, na wysokości 40 m, wyrzeźbiono płaskorzeźbę Lenina. W schronie „Oziero Kuriejewo” (Jezioro Kuriejewo) turyści zatrzymywali się na nocleg. W wiosce można zwiedzić zbiorową mogiłę 11 partyzantów bolszewickich zabitych przez białogwardzistów w 1919.
Ze wsi Oziero Kuriejewo prowadził końcowy etap podróży – Biją szybkim statkiem „Zarja” do Bijska (odległość z turbazy „Zołotoje Oziero” do Bijska pokonywało się jednego dnia).